# Jigme Dorji Wangchuck
Jigme Dorji Wangchuck, född 2 maj 1929, död 21 juli 1972 var kung av Bhutan, efterträdde den 24 mars 1952 sin far, Jigme Wangchuk som kung (Druk Gyalpo).

## Barn
- Prinsessan Ashi Sonam Choden Wangchuck (1953)
- Prinsessan Ashi Dechen Wangmo Wangchuck (1954)
- Kung Jigme Singye Wangchuck (1955)
- Prinsessan Ashi Pem Pem Wangchuck (1959)
- Prinsessan Ashi Kesang Wangmo Wangchuck (1961)